# Leioproctus facialis
Leioproctus facialis är en biart som först beskrevs av Cockerell 1921.  Leioproctus facialis ingår i släktet Leioproctus och familjen korttungebin. Inga underarter finns listade i Catalogue of Life.